# Parasitologie
Die Parasitologie beschäftigt sich mit den Lebens- und Umweltverhältnissen von Parasiten und ihren Wirten. Ein wichtiges Anwendungsgebiet der Parasitologie ist die Entwicklung effizienter Maßnahmen zur Bekämpfung von Parasiten.
Parasitologen nutzen die Erkenntnisse verschiedener Disziplinen wie beispielsweise der Ökologie, der Verhaltensbiologie und der Molekularbiologie. Da viele Parasiten bei Menschen und Tieren Krankheiten hervorrufen, steht die Parasitologie in enger Beziehung zur Medizin, insbesondere zur Medizinischen Mikrobiologie. Begründer der Parasitologie war Rudolf Leuckart. Die deutschsprachige wissenschaftliche Fachgesellschaft ist die Deutsche Gesellschaft für Parasitologie (DGP).

## Biologie
Die molekulare Parasitologie erforscht die Wechselwirkungen zwischen Parasiten und ihren Wirten auf molekularer Ebene. Viele Lebewesen sind in ihrer Entwicklung ganz oder teilweise parasitisch, und auch in der Evolutionsbiologie spielen parasitische Vorgänge eine Rolle (Endosymbiontentheorie).
„Mindestens ein Fünftel aller bekannten Organismenarten lebt obligat als ‚Gastpartner‘ in Körper-Kontakt-Vergesellschaftungen.“

## Medizin
Die medizinische Parasitologie beschäftigt sich mit Prophylaxe, Diagnostik und Therapie parasitärer Erkrankungen. Neben Ektoparasiten wie Flöhen, Läusen und Milben zählen hierzu auch Wurminfektionen und Infektionen durch Protozoen. Die Erforschung von parasitischen Bakterien und Viren fällt in der Medizin aus traditionellen Gründen noch in das Fachgebiet der Infektiologie mit den Teilgebieten Bakteriologie und Virologie.

## Parasitologie in Entwicklungsländern
Parasitäre Erkrankungen wie Malaria und Wurminfektionen spielen in Entwicklungsländern – im Gegensatz zu Industrieländern – eine verheerende Rolle. Allein an Malaria und Schistosomiasis erkranken jährlich weltweit hunderte von Millionen Menschen. Als Beitrag zur Entwicklungszusammenarbeit erforschen Parasitologen die Lebensbedingungen dieser Organismen, um hieraus wirksame und kostengünstige Bekämpfungsmaßnahmen abzuleiten.
Praktische Anwendungsbeispiele dieser Forschungen sind der Bau von geeigneten Unterkünften, die für Malaria-Mücken nicht einladend sind (etwa mit einer Feuerstelle im Haus – der Rauch vertreibt die Mücken), ein wirkungsvoller Einsatz von Pestiziden und die Schulung von Dorfbewohnern.